# Чина волосистая
Чина волосистая (лат. Lathyrus pilosus) — травянистое многолетнее растение, вид рода Чина (Lathyrus) семейства Бобовые (Fabaceae).

## Ботаническое описание
Стебли 30-100 см высотой, узкокрылатые, обычно слабые. Листочки (1)2-4(5)-парные, 1-4 см длиной, 2-10 (20) мм шириной, обычно ланцетно-линейные, редко продолговато-яйцевидные, на верхушке притупленные с острием, более менее волосистые с одной или обеих сторон, иногда голые. Прилистники 4-15(20) мм длиной, 1-4(5) мм шириной, полустреловидные, ланцетные. Кисти из 2-5 цветков, рыхлые. Цветоносы (без кисти) почти равны листьям. Венчики 13(15)-16(18) мм длиной, синевато-лиловые. Зубцы чашечки очень неровные; верхние треугольные, плоско обрезанные, очень короткие, почти незаметные, нижние ланцетные или ланцетно-линейные, острые, почти равные трубке чашечки. Бобы около 4-4.5 см длиной, продолговато-линейные, обычно опушенные, иногда оголяющиеся или железистые.

## Распространение и экология
Встречается в Арктике, Восточной и Западной Сибири, на Дальнем Востоке, в Средней Азии, Японии, Китае, Монголии. Растёт на болотах, по берегам рек и на сырых лугах.
Выносит длительное затопление. Сохраняет листья зелёными даже после первых заморозков.

## Химический состав
В надземных частях собранных в Якутии найдено 150 мг % аскорбиновой кислоты.
| Фаза            | От абсолютного сухого вещества в % | От абсолютного сухого вещества в % | От абсолютного сухого вещества в % | От абсолютного сухого вещества в % | От абсолютного сухого вещества в % |
| Фаза            | золы                               | протеина                           | жира                               | клетчатки                          | БЭВ                                |
| --------------- | ---------------------------------- | ---------------------------------- | ---------------------------------- | ---------------------------------- | ---------------------------------- |
| Цветение        | 8,3                                | 14,1                               | 2,3                                | 38,6                               | 36,7                               |
| Начало цветения | 7,0                                | 15,6                               | 2,8                                | 37,9                               | 36,7                               |
| —               | 5,7                                | 15,1                               | 2,8                                | 39,6                               | 36,8                               |
| —               | 6,9                                | 13,0                               | 2,5                                | 42,2                               | 35,4                               |

## Значение и применение
Хорошо поедается всеми сельскохозяйственными животными. При произрастании в тени или под пологом леса не грубеет.
На Камчатке отмечено хорошее поедание северным оленем (Rangifer tarandus).
В народной медицине Западной Сибири и на Алтае чина волосистая и чина луговая применяются одинаково. На Дальнем Востоке чина волосистая применяется как общеукрепляющее, стимулирующее и кардиотоническое средство.

## Таксономия
Иногда выделяется в качестве самостоятельного вида Lathyrus pilosus Cham. Однако наличие многочисленных переходных форм к Lathyrus palustris L. s. str. и весьма значительное налегание ареалов дают основание рассматривать чину волосистую как подвид чины болотной.